# Franz Schreiter

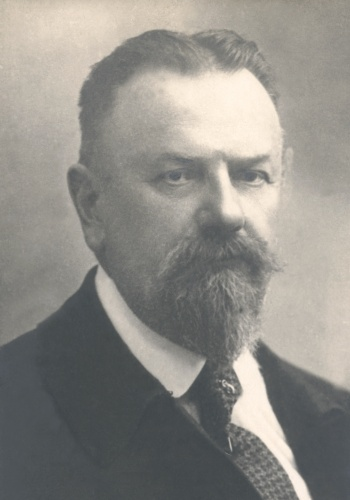
Franz Schreiter

Franz Josef Schreiter (* 3. Dezember 1861 in Rudig bei Podersam, Böhmen; † 13. Dezember 1935 in Leitmeritz, Tschechoslowakei) war ein böhmisch-österreichischer Politiker des deutschnationalen Lagers. Er war 1901–1907 und 1911–1918 Abgeordneter zum österreichischen Reichsrat und 1918/19 Mitglied der Provisorischen Nationalversammlung für Deutschösterreich.

## Ausbildung und Beruf
Franz Schreiter war ein Sohn des Landwirts Josef Schreiter und dessen Ehefrau Theresia geb. Wöllner. Die Eltern heirateten erst im Jahr nach seiner Geburt. Nach dem Besuch der Volksschule in Rudig ging er ans Gymnasium Saaz und später an die Lehrerbildungsanstalt in Komotau. 
Schreiter wurde Lehrer und wirkte ab 1887 in Deslawen (Bezirk Podersam), wo er zum Schulleiter aufstieg. Im September 1896 trat er eine Stelle als Bürgerschullehrer in Graslitz an wo er auch als Redakteur das „Graslitzer Volksblatt“ leitete. 1901 wechselte er an die Bürgerschule in Bergreichenstein (Bezirk Schüttenhofen) im Böhmerwald und 1903 als Fachlehrer nach Leitmeritz. Schreiter war Ausschussmitglied des Deutsch-Österreichischen Lehrerbundes und des Deutschen Landeslehrervereines für Böhmen.

## Politische Karriere
Schreiter war von 1901 bis 1913 Abgeordneter zum Böhmischen Landtag. Als Vertreter des 6. Wahlbezirks der Allgemeinen Wählerklasse Böhmens (Leitmeritz, Aussig, Tetschen etc.) wurde er 1901 zudem ins Abgeordnetenhaus des Reichsrates gewählt, dem er während der X. Legislaturperiode bis 1907 angehörte. Er saß zunächst im völkisch-deutschnationalen Parlamentsklub der Alldeutschen Vereinigung (Schönerer-Bewegung), den er jedoch Anfang Februar 1902 verließ. Im Juni 1903 gründete Schreiter mit anderen Abweichlern um Karl Hermann Wolf die Freie Vereinigung der alldeutschen Abgeordneten (Frei-Alldeutsche), aus der später die Deutschradikale Partei hervorging. 
Nach Einführung des allgemeinen Männerwahlrechts verlor er bei der Reichsratswahl 1907 zunächst sein Abgeordnetenmandat. Bis 1908 war er Obmannstellvertreter des deutschnationalen Vereines für Österreich. 1911 wurde Schreiter aber erneut in das Abgeordnetenhaus gewählt, diesmal als Vertreter des Wahlbezirks Böhmen 111. Die Abgeordneten der Deutschradikalen Partei schlossen sich im Parlament dem Deutschen Nationalverband an. Die XII. Legislaturperiode wurde aufgrund des Ersten Weltkriegs verlängert und dauerte bis 1918. 
Im Zuge des Zerfalls der Habsburgermonarchie bildeten die deutschsprachigen Reichsratsabgeordneten, darunter auch Schreiter, am 21. Oktober 1918 die Provisorische Nationalversammlung für Deutschösterreich, die bis zum 16. Februar 1919 tagte. Dort war er Klubmitglied im Verband der deutschnationalen Parteien (DnP). Der Beschluss der Provisorischen Nationalversammlung, die mehrheitlich deutschsprachigen Gebiete Böhmens und Mährens – somit auch Schreiters Heimatregion – der Republik Deutschösterreich einzugliedern, blieb wirkungslos. Durch den Vertrag von Saint-Germain wurden sie stattdessen der neugegründeten Tschechoslowakei angeschlossen.